# Parlamentsvalet i Indien 1996
Parlamentsvalet i Indien 1996 var ett  allmänt val i Indien i april och maj 1996 för att utse den elfte Lok Sabhan, landets direktvalda underhus. Lok Sabha hade då 545 ledamöter. Valdeltagandet var 57,94 procent. 
Bharatiya Janata Party (BJP) vann stort, men fick inte absolut majoritet, och deras regering under premiärminister Atal Bihari Vajpayee varade bara 13 dagar innan Vajpayee upplöste den, eftersom han fortfarande inte lyckats hitta allierade partier nog för att bilda majoritet i parlamentet. Inte heller det näst största partiet och tidigare regerande Kongresspartiet bildade regering. Kongresspartiet hade gjort ett rekorddåligt val, bland annat till följd av Boforsaffären. I stället kom Indien att under två år styras av en allians av i stort sett alla småpartier under premiärministrarna Deve Gowda och Inder Kumar Gujral. 

## Mandatfördelning
Först listas partier erkända som National Parties, sedan partier erkända som State Parties och sist icke erkända partier som vunnit mandat. Icke erkända partier som inte vunnit något mandat listas inte.
| Parti                                                   | Förkortning | Andel röster | Mandat |
| ------------------------------------------------------- | ----------- | ------------ | ------ |
| All India Indira Congress (Tiwari)                      | AIIC(T)     | 1,46         | 4      |
| Bharatiya Janata Party                                  | BJP         | 20,29        | 161    |
| Communist Party of India                                | CPI         | 1,97         | 12     |
| Communist Party of India (Marxist)                      | CPI(M)      | 6,12         | 32     |
| Kongresspartiet                                         | INC         | 28,80        | 140    |
| Janata Dal                                              | JD          | 8,08         | 46     |
| Janata Party                                            | JD          | 0,19         | 0      |
| Samata Party                                            | SAP         | 2,17         | 8      |
| All India Anna Dravida Munnetra Kazhagam                | AIADMK      | 0,64         | 0      |
| All India Forward Bloc                                  | AIFB        | 0,38         | 3      |
| Asom Gana Parishad                                      | AGP         | 0,76         | 5      |
| Autonomous State Demand Committee                       | ASDC        | 0,05         | 1      |
| Bahujan Samaj Party                                     | BSP         | 4,01         | 11     |
| Dravida Munnetra Kazhagam                               | DMK         | 2,14         | 17     |
| Federal Party of Manipur                                | FPM         | 0,04         | 0      |
| Haryana Vikas Party                                     | HVP         | 0,35         | 3      |
| Indian Congress (Socialist)                             | IC(S)       | 0,12         | 0      |
| Jammu & Kashmir Panthers Party                          | JPP         | 0,03         | 0      |
| Jharkhand Mukti Morcha                                  | JMM         | 0,38         | 1      |
| Karnataka Congress Party                                | KCP         | 0,17         | 1      |
| Kerala Congress (Mani)                                  | KC          | 0,1          | 1      |
| Maharashtrawadi Gomantak Party                          | MGP         | 0,04         | 1      |
| Manipur Peoples Party                                   | MPP         | 0,02         | 0      |
| Marumalarchi Dravida Munnetra Kazhhagam                 | MDMK        | 0,37         | 0      |
| Mizo National Front                                     | MNF         | 0,03         | 0      |
| Muslim League Kerala State Committee                    | MUL         | 0,23         | 2      |
| NTR Telugu Desam Party (Lakshmi Parvathi)               | NTRTDP(LP)  | 0,97         | 0      |
| Pattali Makkal Katchi                                   | PMK         | 0,17         | 0      |
| Revolutionary Socialist Party                           | RSP         | 0,63         | 5      |
| Shiromani Akali Dal                                     | SAD         | 0,76         | 8      |
| Sikkim Democratic Front                                 | SDF         | 0,04         | 1      |
| Shiv Sena                                               | SS          | 1,49         | 15     |
| Samajwadi Party                                         | SP          | 3,28         | 17     |
| Telugu Desam Party                                      | TDP         | 2,97         | 16     |
| Tamil Maanila Congress (Moopanar)                       | TMC(M)      | 2,19         | 20     |
| Tripura Upajati Juba Samiti                             | TUJS        | 0,02         | 0      |
| United Goans Democratic Party                           | UGDP        | 0,03         | 1      |
| All India Majlis-e-Ittehadul Muslimen                   | AIMIM       | 0,1          | 1      |
| Madhya Pradesh Vikas Congress                           | MPVC        | 0,1          | 1      |
| Oberoende                                               | -           | 6,28         | 9      |
| Utsedda av presidenten för den angloindiska minoriteten | -           | -            | 2      |
|                                                         |             |              | 545    |